# Suðurnesjabær
Suðurnesjabær (kiejtése: ˈsʏːðʏrˌnɛːsjaˌpaiːr̥) önkormányzat Izland Déli-félszigeti régiójában, amely 2018. június 10-én jött létre Sandgerðisbær és Sveitarfélagið Garður egyesülésével. A népszavazáson a szavazók 75,3%-a a „Suðurnesjabær” név mellett döntött.
Vezetője Magnús Stefánsson, Sveitarfélagið Garður egykori polgármestere.

## Fordítás
- Ez a szócikk részben vagy egészben  a   Suðurnesjabær című izlandi Wikipédia-szócikk ezen változatának fordításán alapul.  Az eredeti cikk szerkesztőit annak laptörténete sorolja fel. Ez a jelzés csupán a megfogalmazás eredetét és a szerzői jogokat jelzi, nem szolgál a cikkben szereplő információk forrásmegjelöléseként.